# Europska Formula 2 – sezona 1970.
| Europska Formula 2 1970. | Europska Formula 2 1970.             |
| ------------------------ | ------------------------------------ |
| Prvak                    | Clay Regazzoni (Tecno-Ford Cosworth) |
| Prethodna sezona         | Sljedeća sezona                      |
| 1969.                    | 1971.                                |
| Formula 1 – sezona 1970. |                                      |

Europska Formula 2 - sezona 1970. je bila 4. sezona Europske Formule 2. Naslov prvaka osvojio je Clay Regazzoni u bolidu Tecno-Ford Cosworth za momčad Tecno Racing. Jochen Rindt, Jo Siffert i Jacky Ickx su ostvarili pobjede na stazama Thruxton, Rouen i Tulln-Langenlebarn, no pošto su bili gostujući vozači, nisu mogli osvajati bodove. Od regularnih vozača Clay Regazzoni je pobijedio na četiri utrke: Hockenheimring, Rouen, Pergusa-Enna i Imola. Pobjede na Thruxtonu i Barceloni pripale su Dereku Bellu, dok su po jednu pobjedu ostvarili François Cevert na Tulln-Langenlebarnu i Dieter Quester još jednom na Hockenheimringu.

## Poredak
| Mjesto | Vozač                 | Bodovi |
| ------ | --------------------- | ------ |
| 1.     | Clay Regazzoni        | 44     |
| 2.     | Derek Bell            | 35     |
| 3.     | Emerson Fittipaldi    | 25     |
| 4.     | Dieter Quester        | 14     |
| 5.     | Ronnie Peterson       | 14     |
| 6.     | Robin Widdows         | 9      |
| 7.     | François Cevert       | 9      |
| 8.     | Tetsu Ikuzawa         | 9      |
| 9.     | Peter Westbury        | 7      |
| 10.    | Henri Pescarolo       | 6      |
| 11.    | Alistair Walker       | 5      |
| 12.    | Tim Schenken          | 4      |
| 13.    | Hubert Hahne          | 3      |
| 14.    | Vittorio Brambilla    | 3      |
| 15.    | Carlos Reutemann      | 3      |
| 16.    | Jean-Pierre Jabouille | 2      |
| 17.    | Mike Goth             | 2      |
| 18.    | Tommy Reid            | 1      |
| 19.    | Peter Gaydon          | 1      |